# 段世
段 世（だん せい、生没年不詳）は、モンゴル帝国（大元ウルス）支配下の雲南における最後の大理総管。

## 概要
第12代大理総管の段明の息子にあたる。このころ、中国大陸の大部分はほとんど明朝が支配し、南方では唯一雲南のみモンゴル王族の梁王バツァラワルミの支配が残る情勢にあった。
1381年（洪武14年）9月より征南将軍傅友徳率いる明軍が雲南に侵攻し、段明が朝貢を申し出たものの傅友徳に拒絶され、征南左副将軍藍玉・征南右副将軍沐英らの侵攻を受けるに至った。これを受けて、段世は険要の地である下関の守りを固めたが、別働隊である都督胡海洋が点蒼山の崖上から下関を威嚇し、大理兵が動揺した隙を突いて沐英が突撃したことによって下関は陥落した。さらに、胡海洋率いる部隊も崖上から下って本隊とともに大理兵を挟撃したことにより、1382年（洪武15年）閏2月23日に大理兵は大敗を喫して大理城は占領された。これにより、大理総管による支配は終わりを迎えることとなる。
この一戦によって段世は明軍の捕虜となり、1383年（洪武16年）2月26日に雲南右丞観音保・参政劉車車不花ら160人とともに明の首都の應天府に送られた。1384年（洪武17年）4月には父の段明とともに、斉王朱榑に仕えるよう命じられている。